# Rooftop Koreans

T.C. Kim đứng trên mái nhà của California Marketplace 30 năm kể từ sự kiện năm 1992.

Rooftop Koreans là một từ lóng để chỉ một số bộ phận người Mĩ gốc Hàn trong cuộc Bạo loạn Los Angeles năm 1992. Những người này đa phần là chủ các doanh nghiệp, cửa hàng, cũng như bạn bè, gia đình trong khu vực bất ổn. Họ trang bị vũ khí cá nhân (phần lớn là súng lục và shotgun) và thủ trên mái nhà nơi họ làm việc với mục đích bảo vệ cơ sở vật chất của họ trước làn sóng biểu tình, đập phá, cướp bóc. Nguồn gốc của cuộc bạo loại bắt nguồn từ việc bốn sĩ quan Sở Cảnh sát Los Angeles được tha bổng trong vụ đánh đập Rodney King và dẫn đến sự phản đối kịch liệt liên quan tới vấn đề phân biệt chủng tộc.

## Bối cảnh chung
Trong nhiều năm, vấn nạn nhập cư ồ ạt ở Hoa Kì đã là một vấn đề nhức nhối trong xã hội. Hệ lụy rõ ràng nhất có thể thấy được là tình trạng phân biệt chủng tộc. Vấn nạn này không chỉ diễn ra giữa người dân và dân nhập cư, mà nó còn diễn ra giữa những cộng đồng dân nhập cư với nhau. Trong nhiều năm, những căng thẳng giữa cộng đồng người Hàn Quốc ở Los Angeles và cộng đồng người Mỹ gốc Phi như quả bom có thể bùng phát bất cứ lúc nào. Sự việc ngày càng trở nên căng thẳng sau vụ án Latasha Harlins, một thiếu nữ 15 tuổi người Mỹ gốc Phi bị một chủ cửa hàng tiện lợi người Mỹ gốc Hàn bắn chết một cách gây tranh cãi mà không phải ngồi tù.

## Diễn biến

Một bức ảnh năm 1992 chụp các tay súng ở California Market đang bảo vệ cửa hàng tạp hóa.

Sau phán quyết của Rodney King, cảnh sát Los Angeles thông báo rằng họ không thể bảo vệ nhiều khu vực bị ảnh hưởng do phạm vi ảnh hưởng quá lớn của các cuộc bạo loạn. Trong khi đó, họ cho thiết lập một vành đai phòng thủ xung quanh Beverly Hills và Tây Hollywood vốn giàu có và là khu của người da trắng, bỏ mặt khu Koreatown cho họ tự lo liệu.
Đáp lại động thái đầy thiên vị trên, nhiều chủ doanh nghiệp và cư dân Hàn Quốc quyết định tự giải quyết vấn đề theo cách của nọ. Các đài phát thanh tiếng Hàn trong khu vực Los Angeles đã đưa ra lời kêu gọi giúp đỡ các chủ doanh nghiệp Hàn Quốc, dẫn đến việc các tình nguyện viên đã nhiệt tình hưởng ứng bằng cách mang súng của họ đến.

2 tay súng đang nấp, trên tay là khẩu M1911 (trái) và Glock (phải)

Giao lộ của Phố 5 và Đại lộ phía Tây là một trong những điểm nóng nhất trong khu vực. Nơi này được gọi là Chợ Hàn Quốc ở California (còn gọi là Gaju hoặc Kaju) vì có nhiều cửa hàng tiện lợi của người Hàn. Các địa điểm khác cũng được người dân bảo vệ bằng súng bao gồm 8th và Oxford, cũng như Western và Third Street. Los Angeles Times cho biết có nhiều tay súng trên nóc các cửa hàng tạp hóa được trang bị "shotgun và vũ khí tự động" trong khi Tạp chí Ebony lại ghi nhận họ sử dụng "súng trường và súng lục".
Vì Hàn Quốc có quy định hai năm nghĩa vụ quân sự bắt buộc đối với nam giới nên nhiều người nhập cư đã có kinh nghiệm sử dụng súng một cách thành thạo trước đó.
Hành động của những "Rooftop Koreans" đã làm dấy lên những cuộc tranh luận về quy định kiểm soát súng cũng như tinh thần cảnh giác đồng thời họ cũng được ca ngợi vì sự "dũng cảm và tháo vát". Theo ghi nhận, không có kẻ bạo loạn nào bị bắn chết bởi bất kỳ tay súng người Hàn nào. Tuy nhiên đã có ghi nhận một số tay súng thương vong sau các cuộc đọ súng.

## Hệ quả
Các "Rooftop Koreans" đã được những người ủng hộ quyền sử dụng súng trích dẫn về giá trị của quyền sở hữu súng của công dân và coi là "phản xạ tự nhiên". Trong những năm gần đây, nó cũng là chủ đề của các meme trên mạng xã hội, góp phần gây căng thẳng với các cộng đồng người Mỹ gốc Phi, đặc biệt là trong tình trạng bất ổn ở Ferguson năm 2014. Sự xuất hiện của phong trào Black Lives Matter và Stop Asian Hate cũng làm gia tăng thêm căng thẳng giữa 2 chủng tộc này.

## Kham khảo
1. ↑  "The Real, Tragic Story Behind That 'Roof Korean' Meme You May Have Seen". HuffPost (bằng tiếng Anh). ngày 12 tháng 6 năm 2020. Truy cập ngày 20 tháng 7 năm 2023.
2. 1 2  https://www.latimes.com/people/ashley-dunn (ngày 2 tháng 5 năm 1992). "KING CASE AFTERMATH: A CITY IN CRISIS : Looters, Merchants Put Koreatown Under the Gun : Violence: Lacking confidence in the police, employees and others armed themselves to protect mini-mall". Los Angeles Times (bằng tiếng Anh). Truy cập ngày 20 tháng 7 năm 2023. {{Chú thích web}}: Liên kết ngoài trong |họ= (trợ giúp)
3. 1 2  https://www.latimes.com/people/jeong-park; https://www.latimes.com/people/andrew-j-campa (ngày 29 tháng 4 năm 2022). "Thirty years after it burned, Koreatown has transformed. But scars remain". Los Angeles Times (bằng tiếng Anh). Truy cập ngày 20 tháng 7 năm 2023. {{Chú thích web}}: Liên kết ngoài trong |họ 2= và |họ= (trợ giúp)
4. ↑  Tangherliini, Timothy R. (1999). "Remapping Koreatown: Folklore, Narrative and the Los Angeles Riots". Western Folklore. Quyển 58 số 2. tr. 149–173. doi:10.2307/1500164. ISSN 0043-373X.
5. 1 2 3  webmaster@youngpioneertours.com (ngày 23 tháng 12 năm 2020). "Who were the Roof Koreans/Rooftop Koreans? The Crazy meme from 1992". Young Pioneer Tours (bằng tiếng Anh). Truy cập ngày 20 tháng 7 năm 2023.
6. 1 2  DeCook, Julia R.; Yoon, Mi Hyun (ngày 5 tháng 10 năm 2021). "Kung Flu and Roof Koreans: Asian/Americans as the Hated Other and Proxies of Hating in the White Imaginary" (bằng tiếng Anh). Quyển 17 số 1. tr. 119–132. doi:10.33972/jhs.199. {{Chú thích tạp chí}}: Chú thích magazine cần |magazine= (trợ giúp)
7. ↑  Zimmerman, Dan (ngày 4 tháng 5 năm 2019). "As Rooftop Koreans Knew, You Are Your Own First Responder". The Truth About Guns (bằng tiếng Anh). Truy cập ngày 20 tháng 7 năm 2023.
8. ↑  "'Rooftop Koreans' Is More Than a Meme — It's a Violent American Fantasy". MEL Magazine (bằng tiếng Anh). ngày 5 tháng 6 năm 2020. Truy cập ngày 20 tháng 7 năm 2023.